# Línea 52 (Avanza Zaragoza)
La línea 52 es una línea regular diurna de Avanza Zaragoza. Realiza el recorrido comprendido entre el barrio de Miralbueno y la Puerta del Carmen, en la ciudad de Zaragoza (España).

## Historia
Desde su creación, en 2007,  ha tenido estos recorridos:
-PABELLÓN PRÍNCIPE FELIPE - MIRALBUENO
-PUERTA DEL CARMEN - MIRALBUENO
En 2027, esta línea se fusionará con la línea 51, por lo tanto desaparecerá.
Tiene una frecuencia media de 12 minutos.

## Recorrido

### Sentido Puerta del Carmen
Camino del Pilón, Ismael Hipólito Lor Vicente, Francisco Rallo Lahoz, Vía Hispanidad, Avenida Navarra, Avenida Madrid, Plaza del Portillo, Conde Aranda, Avenida César Augusto

### Sentido Miralbueno
Avenida César Augusto, Conde Aranda, Avenida Madrid, Avenida Navarra, Vía Hispanidad, Anillo Verde, Camino del Pilón